# All Nippon Airways
All Nippon Airways (jap. 全日本空輸 Zen Nippon Kūyu) – japońskie linie lotnicze z siedzibą w Tokio i zarazem największe linie lotnicze w Japonii (od bankructwa Japan Airlines w 2010), obsługujące połączenia z Azją, Europą, Ameryką Północną i Oceanią z głównym węzłem w porcie lotniczym Tokio-Narita.

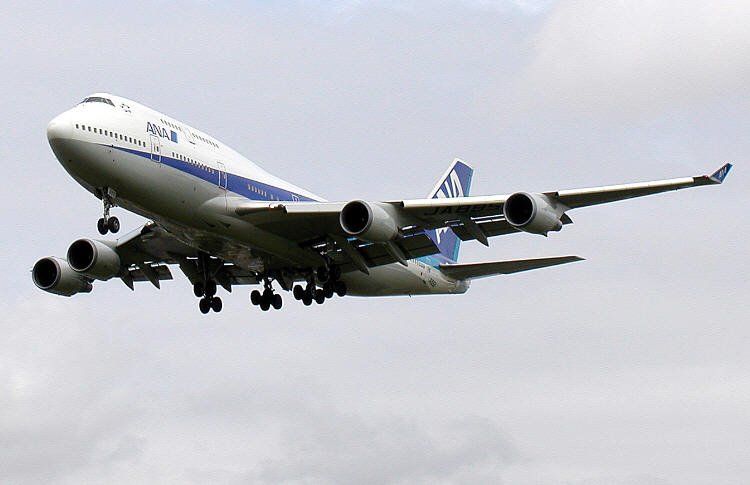
Boeing 747-400 w barwach ANA

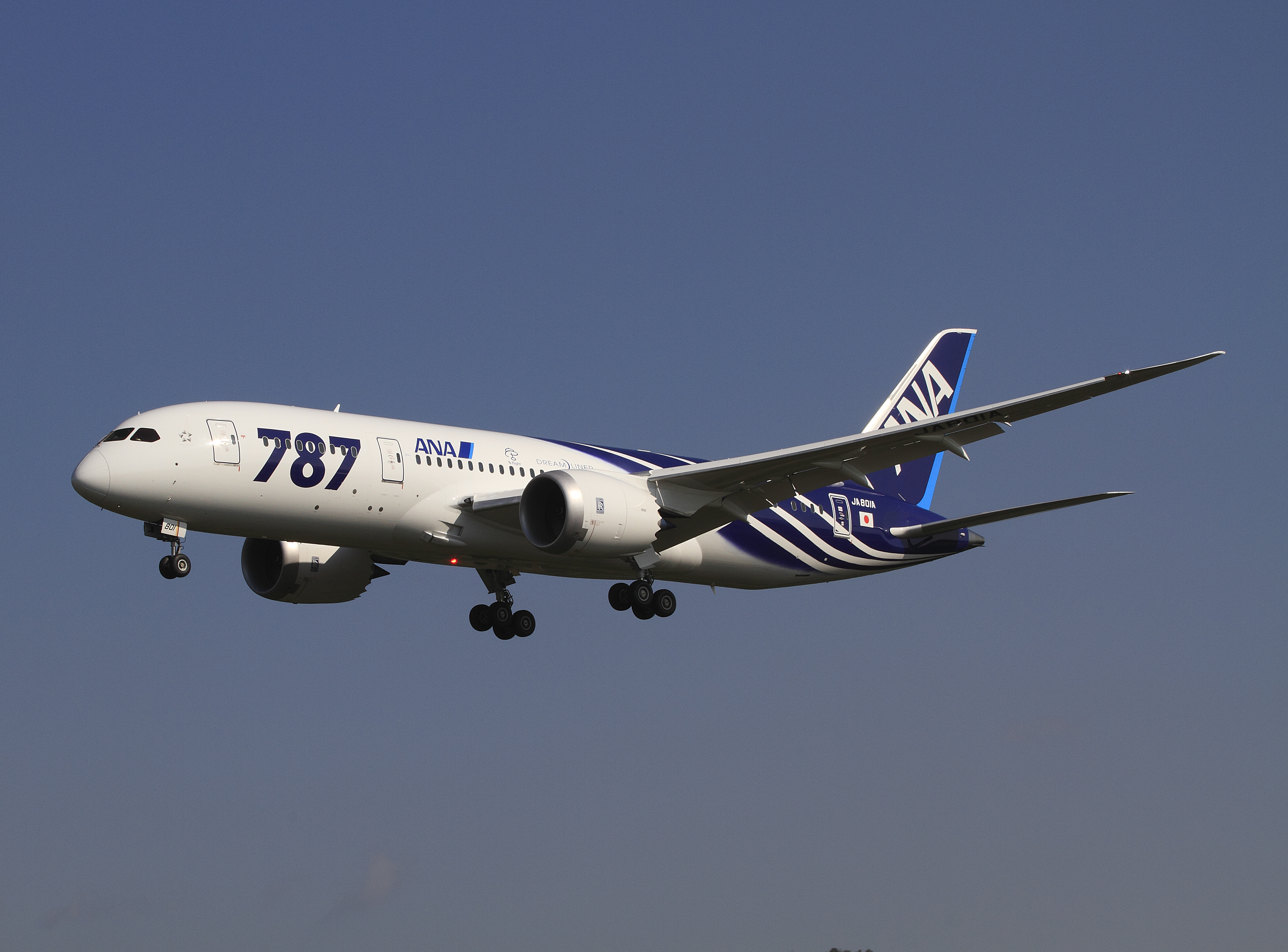
Boeing 787-8 w specjalnym malowaniu. Linie ANA jako pierwsze na świecie zaczęły użytkować Dreamlinera.

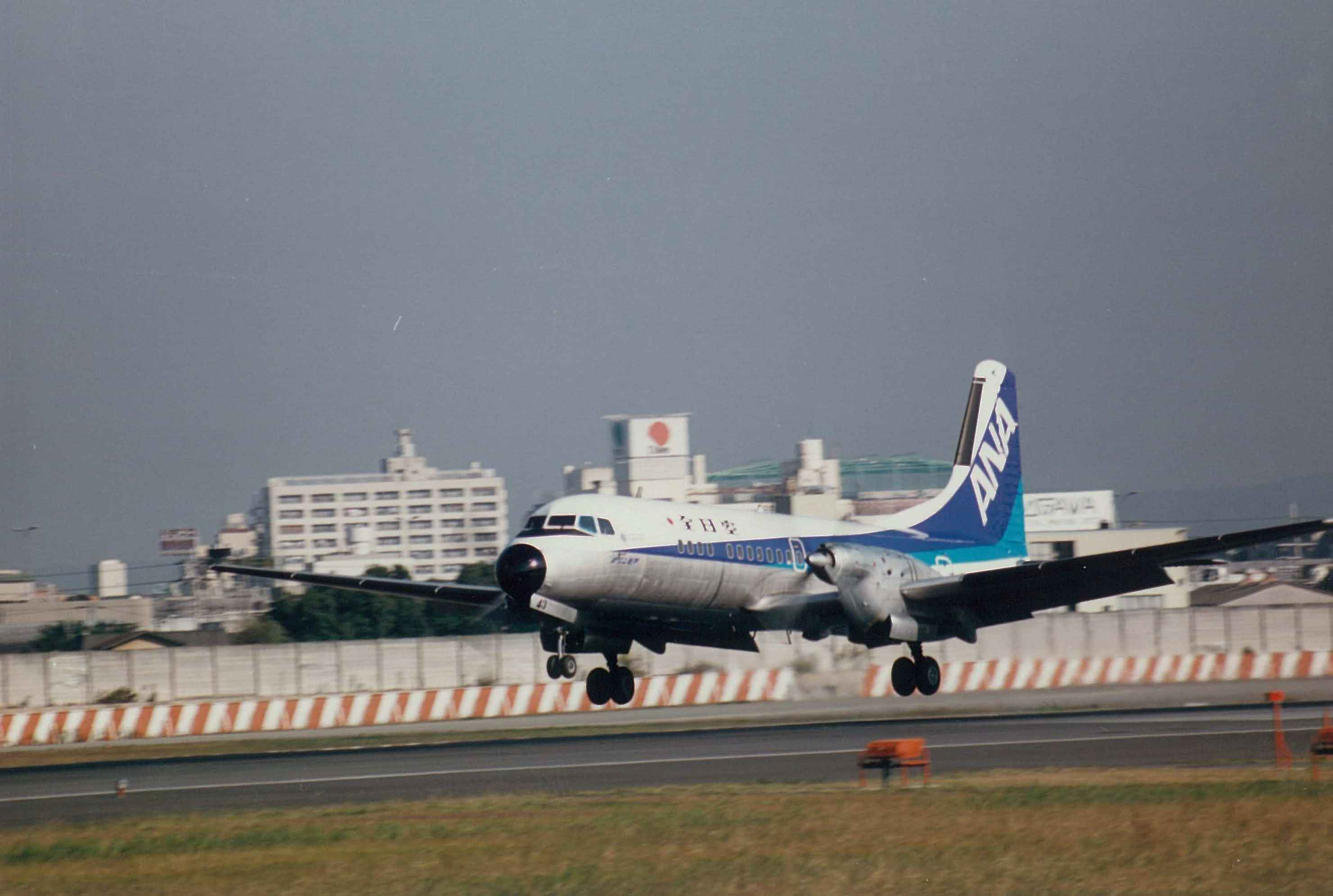
Japoński samolot NAMC YS-11 był pierwszym modelem użytkowanym przez linie ANA

Od marca 2013 linie All Nippon Airways nieprzerwanie utrzymują status 5-gwiazdkowego przewoźnika uzyskanego w rankingu Skytrax.

## Linie partnerskie
ANA oferuje pasażerom połączenia lotnicze w formule codeshare z poniższymi liniami lotniczymi:
| Międzynarodowe - Air Canada* - Air China* - Air Dolomiti - Air India* - Air Macau - Air New Zealand* - Asiana Airlines* - Austrian Airlines* - Avianca* - Brussels Airlines* - Ethiopian Airlines* - Etihad Airways - Eurowings - EVA Air* - Garuda Indonesia - ITA Airways | Międzynarodowe - Juneyao Airlines - LOT* - Lufthansa* - Philipine Airlines - Shandong Airlines - Shenzhen Airlines* - Singapore Airlines* - South African Airways* - SWISS* - TAP Portugal* - Thai Airways International* - Turkish Airlines* - United Airlines* - Vietnam Airlines - Virgin Australia | Krajowe - Air Do - Amakusa Airlines - Ibex Airlines - Japan Air Commuter - Oriental Air Bridge - StarFlyer - Solaseed Air |

(* - Linie lotnicze wchodzące w skład sojuszu Star Alliance)

## Flota
Według stanu na czerwiec 2025 flota All Nippon Airways składała się z 216 samolotów, w tym 8 przeznaczonych do transportu cargo, o średnim wieku 11,4 lat:
| Samolot          | Samolot | Samolot   | Liczba miejsc | Liczba miejsc | Liczba miejsc | Liczba miejsc | Liczba miejsc | Uwagi                                               |
| Model            | Aktywne | Zamówione | F             | B             | P             | E             | Łącznie       | Uwagi                                               |
| ---------------- | ------- | --------- | ------------- | ------------- | ------------- | ------------- | ------------- | --------------------------------------------------- |
| Airbus A320neo   | 11      | –         | –             | 8             | –             | 138           | 146           |                                                     |
| Airbus A321-200  | 4       | –         | –             | 8             | –             | 186           | 194           |                                                     |
| Airbus A321neo   | 22      | 14        | –             | 8             | –             | 186           | 194           | Zamówione w 2025                                    |
| Airbus A380-800  | 3       | –         | 8             | 56            | 73            | 383           | 520           |                                                     |
| Boeing 737-800   | 39      | –         | –             | 8             | –             | 158           | 166           |                                                     |
| Boeing 737 MAX 8 | –       | 20        | –             | –             | –             | –             | –             | Planowane dostarczenie od 2025                      |
| Boeing 767-300   | 15      | –         | –             | 35            | –             | 167           | 202           | Konfiguracja dedykowana połączeniom międzynarodowym |
| Boeing 767-300   | 15      | –         | –             | 10            | –             | 260           | 270           | Konfiguracja dedykowana połączeniom krajowym        |
| Boeing 777-200   | 10      | –         | –             | 21            | –             | 384           | 405           | Planowane wycofanie po dostarczeniu Boeinga 777-9   |
| Boeing 777-200   | 10      | –         | –             | 28            | –             | 364           | 392           | Planowane wycofanie po dostarczeniu Boeinga 777-9   |
| Boeing 777-300   | 5       | –         | –             | 21            | –             | 493           | 514           | Planowane wycofanie po dostarczeniu Boeinga 777-9   |
| Boeing 777-300ER | 13      | –         | 8             | 68            | 24            | 112           | 212           | Planowane wycofanie po dostarczeniu Boeinga 777-9   |
| Boeing 777-9     | –       | 18        | –             | –             | –             | –             | –             | Planowane dostarczenie od 2028                      |
| Boeing 787-8     | 34      | –         | –             | 32            | 14            | 138           | 184           | Konfiguracja dla połączeń międzynarodowych          |
| Boeing 787-8     | 34      | –         | –             | 42            | –             | 198           | 240           | Konfiguracja dla połączeń międzynarodowych          |
| Boeing 787-8     | 34      | –         | –             | 12            | –             | 323           | 335           | Konfiguracja dla połączeń krajowych                 |
| Boeing 787-9     | 44      | 4         | –             | 48            | 21            | 146           | 215           | Konfiguracja dla połączeń międzynarodowych          |
| Boeing 787-9     | 44      | 4         | –             | 40            | 14            | 192           | 246           | Konfiguracja dla połączeń międzynarodowych          |
| Boeing 787-9     | 44      | 4         | –             | -             | 18            | 377           | 395           | Konfiguracja dla połączeń krajowych                 |
| Boeing 787-9     | 44      | 4         | –             | -             | 28            | 347           | 375           | Konfiguracja dla połączeń krajowych                 |
| Boeing 787-10    | 8       | 9         | 3             | 38            | 21            | 235           | 294           | Konfiguracja dla połączeń międzynarodowych          |
| Boeing 787-10    | 8       | 9         | 4             | 28            | -             | 401           | 429           | Konfiguracja dla połączeń krajowych                 |
| ANA Cargo        |         |           |               |               |               |               |               |                                                     |
| Boeing 767-300   | 6       | –         | –             | –             | –             | –             | –             |                                                     |
| Boeing 777F      | 2       | –         | –             | –             | –             | –             | –             |                                                     |
| Boeing 777-8F    | –       | 2         | –             | –             | –             | –             | –             | Planowane dostarczenie od 2028                      |
| Łącznie          | 216     | 67        |               |               |               |               |               |                                                     |

### Historia rozwoju floty
Pierwotnie linia posiadała jeden japoński samolot NAMC YS-11. Więcej maszyn YS-11 latało pod nazwą ANK lub Air Nippon, spółek zależnych od ANA. Samoloty typu YS-11 zostały całkowicie wycofane w 2006. Część tych samolotów zezłomowano, część znajduje się w muzeach oraz trafiły w ręce prywatne.
29 lutego 2008 w swój ostatni rejs dla linii ANA z Hakodate do Tokio udał się Airbus A321. Linie wycofały ten model po 10 latach użytkowania. Kiedy A321 wszedł do służby w barwach ANA był pierwszym samolotem tego typu w Japonii.
We wrześniu 2011 do linii trafił pierwszy Boeing 787 Dreamliner. Pierwszy komercyjny lot wykonał 26 października 2011 jako lot czarterowy z Tokio-Narita do Hongkongu, był to pierwszy lot komercyjny Dreamlinera.

### Plany rozwoju
Obecnie ANA wprowadza do floty nowy samolot szerokokadłubowy Boeing 787. Linia złożyła zamówienie na ten samolot w 2004 na 50 maszyn. Dreamlinery zostały wyposażone w silniki Rolls-Royce. Wszystkie egzemplarze miały zostać dostarczone do marca 2018, jednak do sierpnia 2024 udało się pozyskać 44 maszyn.
Dnia 17 lutego 2005 ANA podpisała kontrakt na dostawę kolejnych 4 samolotów Boeing 777-300ER, dając razem liczbę 10 zamówionych maszyn. Pierwsza została dostarczona w październiku 2004.
ANA ogłosiła w dniu 31 stycznia 2006, że będzie konwersja dwóch zamówionych Boeingów 737-700 na wersję 737-700ER, aby móc uruchomić trasy, na które pozwala zwiększony zasięg samolotu w wersji -ER. W marcu 2008 Linie zamówiły również 15 sztuk japońskiego samolotu Mitsubishi Regional Jet.
21 grudnia 2009 ANA ogłosiła plan zakupu 10 nowych, szerokokadłubowych samolotów Boeinga, 5 maszyn Boeing 767 i 5 Boeing 777. Samoloty B767 będą latać do momentu, kiedy zostanie dostarczona większość maszyn typu Boeing 787, zaś maszyny B777 zastąpią wycofywane Boeingi 747-400.
W marcu 2014 ANA złożyła zamówienie na dostarczenie 20 nowych maszyn Boeing 777-9, jednak w czerwcu 2022 linia lotnicza zdecydowała się na modyfikację i dwa z B777-9 zostały zamienione na samoloty cargo Boeing 777-8F. Rozpoczęcie odbioru samolotów zaplanowane jest na 2028.
W styczniu 2019 złożono zamówienie na 30 samolotów Boeing 737 MAX, a ich dostawa ma się zacząć w 2025.
W czerwcu 2025 podczas Paris Air Show ANA Holdings podpisała umowę z Airbus na zakup 24 samolotów A321neo oraz trzech A321XLR, z czego 14 pierwszych ma trafić do ANA.